# Giappone ai XIV Giochi olimpici invernali
Il Giappone partecipò ai XIV Giochi olimpici invernali, svoltisi a Sarajevo, Jugoslavia, dall'8 al 19 febbraio 1984, con una delegazione di 39 atleti impegnati in nove discipline.